# Mêda (freguesia)
Pour les articles homonymes, voir Meda.
Mêda est une ancienne paroisse civile (en portugais : freguesia) du Portugal, constitutive de la municipalité de Mêda, dans le district de Guarda et la région Centre.
La loi no 11-A/2013 du 28 janvier 2013, portant réorganisation administrative du territoire des freguesias, fusionne Mêda avec les paroisses voisines d'Outeiro de Gatos et Fonte Longa pour former l’União das Freguesias de Mêda, Outeiro de Gatos e Fonte Longa (dont le siège est à Mêda). 